# Hoofdbrug (Oosterwolde)
De Hoofdbrug van Oosterwolde (Friesland) ligt in het centrum van deze plaats en verbindt de oevers van de Opsterlandse Compagnonsvaart, onderdeel van de Turfroute. De brug werd gebouwd in opdracht van de provincie Friesland en verving een eerdere brug uit 1930. Vervanging van de oude brug was noodzakelijk in verband met ernstig verval.

## Beschrijving
De materiaalkeuze werd in hoge mate bepaald doordat het brugdek gedragen wordt door slechts twee pylonen die niet in het midden van de brug zijn aangebracht. Hierdoor was een licht materiaal nodig om zodoende mogelijk te maken dat de val, zonder contragewicht in ingewikkelde constructies, hydraulisch bewogen kan worden. Dit was enkel met composiet mogelijk; in staal of beton had deze brug niet uitgevoerd kunnen worden. Daarnaast speelde ook het duurzame karakter van composiet een rol.
De brug is 12 meter lang en 11,2 meter breed. Het kunstwerk, ontworpen door ingenieursbureau Witteveen + Bos in samenwerking met Architektenburo Vegter, werd op 8 juli 2010 opgeleverd. Het brugdeel werd vervaardigd in Rotterdam en in twee delen getransporteerd naar Oosterwolde. Ter plaatse werden vervolgens de twee delen aaneengelijmd.

### Opmerkelijkheden
- Hefbrug met slechts twee pylonen;
- Eerste brug van vezelversterkte kunststof, een composietmateriaal, voor de zwaarste verkeersklasse.